# Сержіу Пінту
Сержіу Пінту (порт. Sérgio Pinto, нар. 16 жовтня 1980, Віла-Нова-де-Гая) — португальський футболіст, що грав на позиції нападника за низку німецьких клубних команд, зокрема за «Ганновер 96».

## Ігрова кар'єра
Народився 16 жовтня 1980 року в португальському Віла-Нова-де-Гая, починав займатися футболом в академії «Порту». У 12-річному віці перебрався до Німеччини, де родина оселилася в місті Гальтерн-ам-Зее. Там продовжив підготовку в структурі клубу місцевого «Гальтерна», звідки 1995 року перейшов до структури клубу «Шальке 04».
У дорослому футболі дебютував 1999 року виступами за «Шальке 04 II». За чотири сезони перейшов до головної команди «Шальке 04», після сезону в якій протягом 2004–2007 років грав за «Алеманію» (Аахен).
Влітку 2007 року перейшов до лав клубу «Ганновер 96», у складі якого відіграв наступні шість сезонів у Бундеслізі як один з основних гравців атакувальної ланки команди.
Згодом у 2013—2014 роках грав в Іспанії за «Леванте», після чого повернувся до Німеччини, де завершував ігрову кар'єру у складі друголігової «Фортуни» (Дюссельдорф) протягом 2014—2016 років.